# Josep Serra i Pàmies
Josep Serra i Pàmies (Reus, 11 de desembre de 1900 - segle XX) va ser un escriptor i polític català.
Germà de Miquel Serra i Pàmies, va militar en sectors catalanistes, però sempre influït per les seves conviccions catòliques. El 1919 col·laborava al diari Foment portaveu del Foment Nacionalista Republicà, on també hi escrivia el seu germà. El 1921, afiliat ja a la Lliga Regionalista, publicava al Diario de Reus i a La Veu del Camp que en aquell moment era portaveu de la Lliga, i n'arribà a ser redactor en cap. Era també corresponsal a Reus de La Veu de Catalunya. El 1925 va col·laborar al diari Reus, un periòdic que va voler fer un intent de conciliar diverses ideologies catalanistes durant la Dictadura de Primo de Rivera. El 1935 va ser redactor en cap de Diario de Reus, quan aquest periòdic va passar a ser el portaveu d'Acció Popular Catalana, partit vinculat a la CEDA. Aquell any va ser regidor a l'Ajuntament de Reus. Va anar a viure a Barcelona abans de la guerra civil, i durant el conflicte va actuar clandestinament ajudant a famílies dretanes conegudes a marxar a l'exili. Depurat el 1939 a causa de la militància comunista del seu germà, no va ser acusat i va tornar a viure a Reus, on va col·laborar al Setmanari Reus i a la Revista del Centre de Lectura a partir de 1952. Va publicar algunes peces de teatre, com Doña María de Castilla i La rosa del nostre escut (1954), aquesta última sobre l'aparició de la Verge de Misericòrdia a una pastoreta, Isabel Besora. També La flor de les flors del jardí de Maria: Palestina. Vida de la Mare de Déu el 1951, Records i siluetes 1901-1930 el 1969, i el 1980 el llibre que el donà a conèixer, on reivindicava la figura del seu germà Miquel quan va evitar la voladura de Barcelona al final de la guerra civil, Fou una guerra contra tots (1936-1939), amb un pròleg de Jaume Miravitlles.